# Аліція Класік
Аліція Класік (14 лютого 2004 , Рибник, Сілезьке воєводство ) — польська фехтувальниця на шпагах, бронзова призерка Олімпійcьких ігор 2024 року.

## Виступи на Олімпіадах
| Олімпіада  | Дисципліна          | Місце |
| ---------- | ------------------- | ----- |
| Париж 2024 | індивідуальна шпага | 15    |
| Париж 2024 | командна шпага      | 3     |